# Gene Simmons
Gene Simmons, nome artístico de Chaim Witz (em hebraico:  חיים ויץ), (Tirat Carmel, 25 de agosto de 1949) é o vocalista, baixista e fundador da banda de hard rock Kiss. Simmons é mais conhecido pelo seu apelido "The Demon". Junto com o também vocalista Paul Stanley, Simmons é o único membro remanescente da formação original do Kiss, e participou de todos os álbuns da banda. Contrariamente a muitas personalidades do rock, Simmons afirma "nunca ter consumido drogas, nunca ter fumado nem nunca ter bebido álcool demais em toda a sua vida". É famoso pelo seu jeito demoníaco durante os shows, é também famoso por seu baixo em forma de machado, Axe Bass. Naturalizado norte-americano, é um ex-professor primário. Dentre suas melhores composições estão Rock and Roll All Nite, Shout It Out Loud, Christine Sixteen, I Love It Loud, War Machine, entre outros hits. Simmons também estreou o seu próprio reality show "Gene Simmons: Family Jewels" exibido na A&E.
Foi eleito o 50° melhor baixista de todos os tempos pela equipe da Loudwire e o 29° melhor vocalista de heavy metal e hard rock de todos os tempos pela revista Hit Parader.

## Biografia
Chaim Weitz (nome que ele depois mudou para Eugene Klein) nasceu em Tirat Carmel, Israel e mudou-se com a mãe para os Estados Unidos quando tinha nove anos, vindo a morar em Queens, Nova Iorque. Sua mãe é sobrevivente de um campo de concentração da Segunda Guerra. Gene aprendeu inglês lendo histórias em quadrinhos de super-heróis, livros de ficção científica e filmes, particularmente os de terror. Além de inglês, ele fala hebraico, alemão e húngaro. Formou-se pelo Richmond College e foi professor de inglês no Harlem espanhol. Ele aprendeu a tocar guitarra, mas preferiu o baixo porque, segundo ele, existiam muitos guitarristas e ele queria ser diferente.
Um amigo, Steve Coronel, o apresentou a Stanley Eisen (mais tarde, Paul Stanley). Depois de um desentendimento inicial, ficaram amigos e fundaram uma das mais importantes bandas de hard rock do mundo, o Kiss, em janeiro de 1973. Perfeccionista, ele se aprofundou nos negócios da banda, usando a fantasia e explorando o marketing dela. Namorador, tinha centenas de fotos polaroid das mulheres com quem (segundo ele, mais de 3 mil) se relacionou na estrada. Namorou as cantoras Cher e Diana Ross. Casou-se em 2011 com a atriz e playmate Shannon Tweed, depois de viver quase 30 anos com ela, e juntos têm dois filhos (Sophie e Nicholas Simmons).

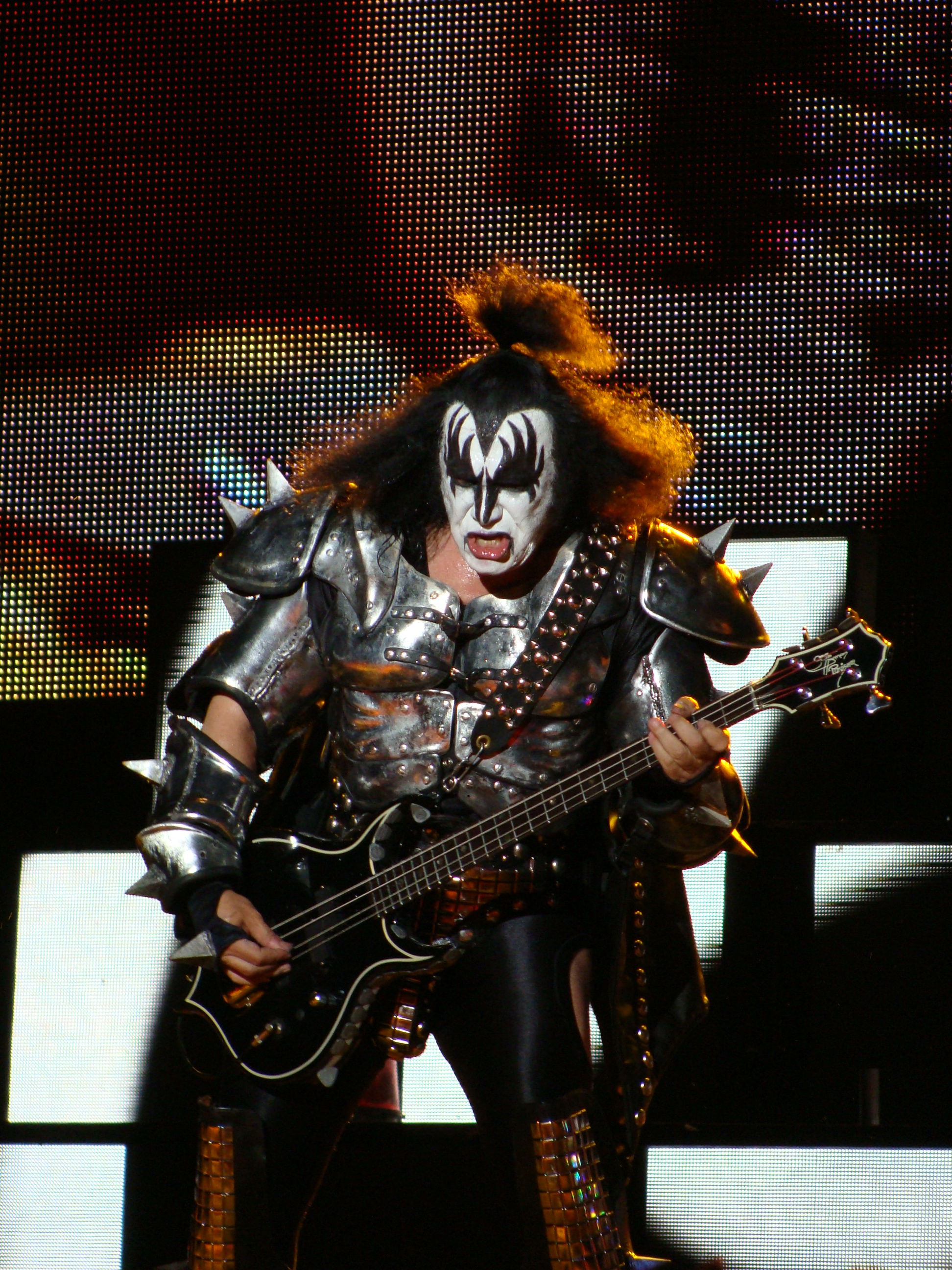
Gene Simmons em 2010.

Depois do sucesso da banda nos anos 1970/80, Gene começou a descobrir novas bandas, como Van Halen e Cinderella. Ele tirou a máscara em 1983 para o lançamento do álbum Lick it Up e permaneceu assim até 1996, quando houve a Reunion Tour, com todos os membros originais do Kiss. Na década de 1980 Gene tentou a carreira de ator estrelando filmes como Runaway (de 1985 com Tom Selleck, da série Magnum), Wanted Dead or Alive, entre outros. Gene resolveu ampliar seus horizontes e passou a fazer participações em filmes e séries (fez o papel de um traficante na série Third Watch), produziu novas bandas (Keel foi uma delas), desenhos animados, sua própria revista, etc. Nessa época deixou o Kiss um pouco de lado, algo de que se arrependeu depois.
É famoso mundialmente pelo tamanho da língua, e nos palcos chama a atenção por sua endemoniada figura, por cuspir fogo e sangue falso, além de tocar um baixo em formato de machado. Tem sua própria revista, Gene Simmons Tongue Magazine, seu próprio selo (Simmons Record), e desenho animado My Dad the Rock Star. Em dezembro de 2001 lançou seu livro, KISS And Make-up, onde conta episódios inusitados da banda. Em agosto de 2006 estreou seu reality show Gene Simmons: Family Jewels no canal A&E, que devido ao sucesso teve uma segunda temporada onde, entre outras coisas, mostra a cirurgia plástica a que se submeteu. Em 2009 promoveu um leilão beneficente para uma instituição, onde o produto que foi arrematado por US$ 15 mil era uma pedra de um de seus rins.

## Discografia

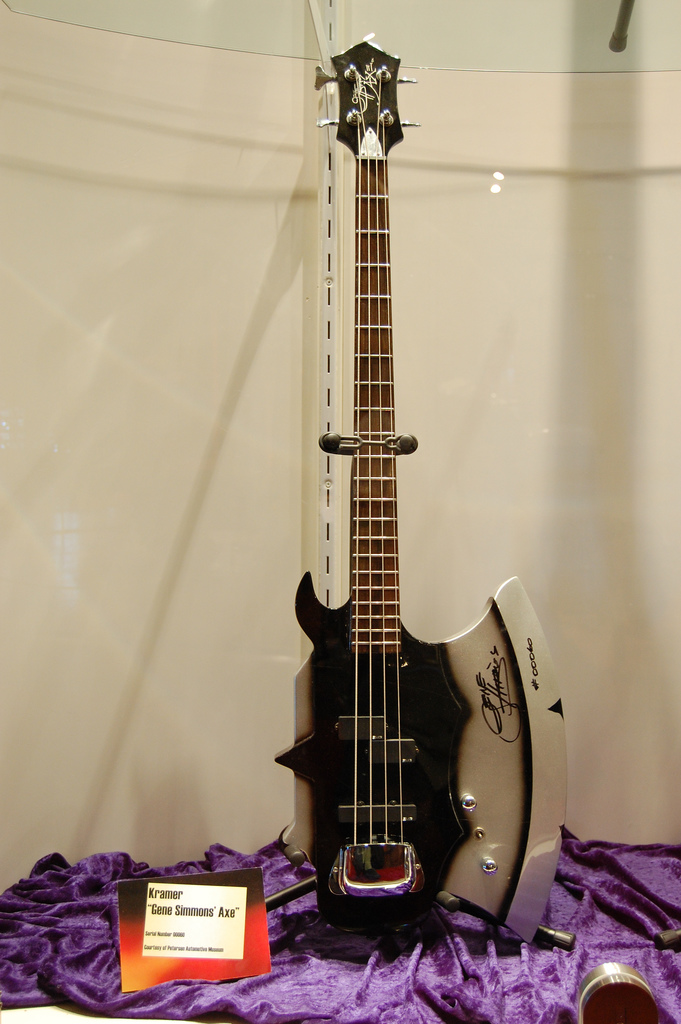
Axe Bass.

### Kiss
- Kiss (1974)
- Hotter Than Hell (1974)
- Dressed To Kill (1975)
- Alive! (1975)
- Destroyer (1976)
- The Originals (1976)
- Rock And Roll Over (1976)
- Love Gun (1977)
- Alive II (1977)
- Dynasty (1979)
- Unmasked (1980)
- Music From "The Elder" (1981)
- Creatures Of The Night (1982)
- I Love It Loud (1982)
- Lick It Up (1983)
- Animalize (1984)
- Asylum (1985)
- Crazy Nights (1987)
- Hot In The Shade (1989)
- Revenge (1992)
- Alive III (1993)
- Kiss Unplugged (1996)
- Carnival Of Souls: The Final Sessions (1997)
- Psycho Circus (1998)
- Symphony: Alive IV (2003)
- Sonic Boom (2009)
- Monster (2012)

### Solo
- Gene Simmons (1978)
- Asshole (2004)